# Genista monspessulana
Genista monspessulana (Syn. Teline monspessulana (L.) K.Koch, Cytisus monspessulanus L.), deutschsprachig auch Montpellier-Ginster genannt, ist eine Pflanzenart aus der Gattung der Ginster (Genista) innerhalb der Familie der Hülsenfrüchtler (Fabaceae).

## Beschreibung und Ökologie

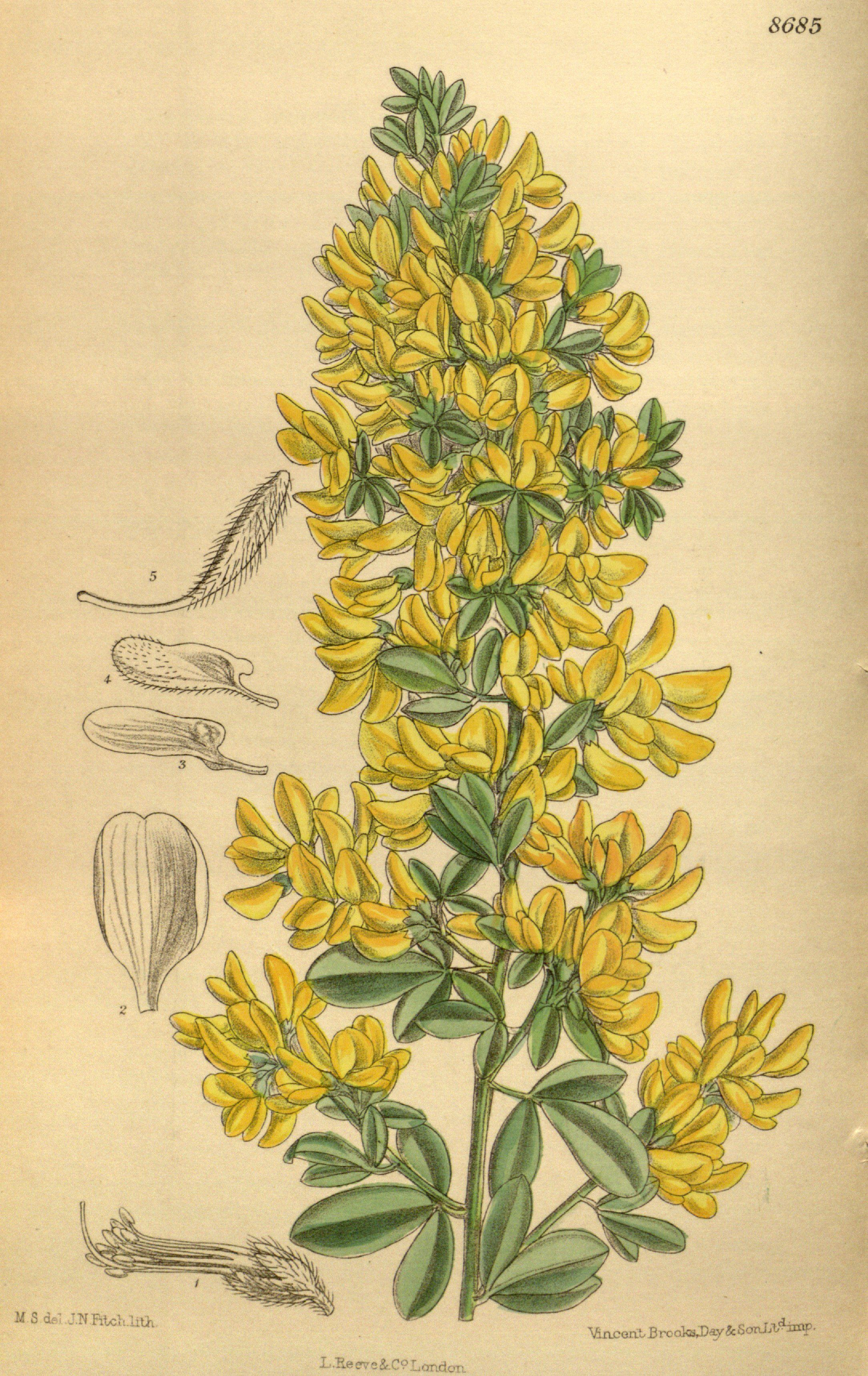
Illustration

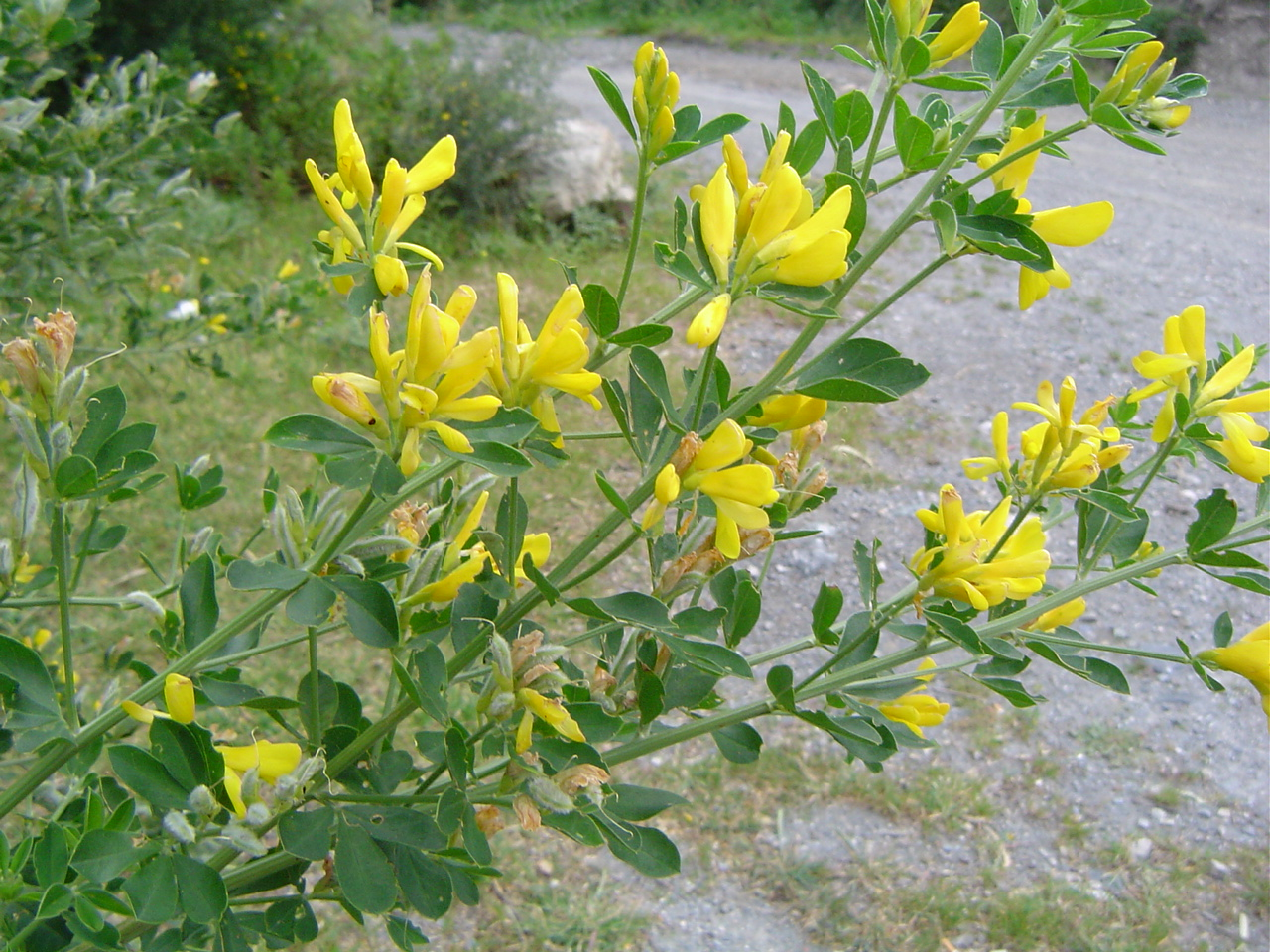
Zweige mit Laubblättern und Blütenständen

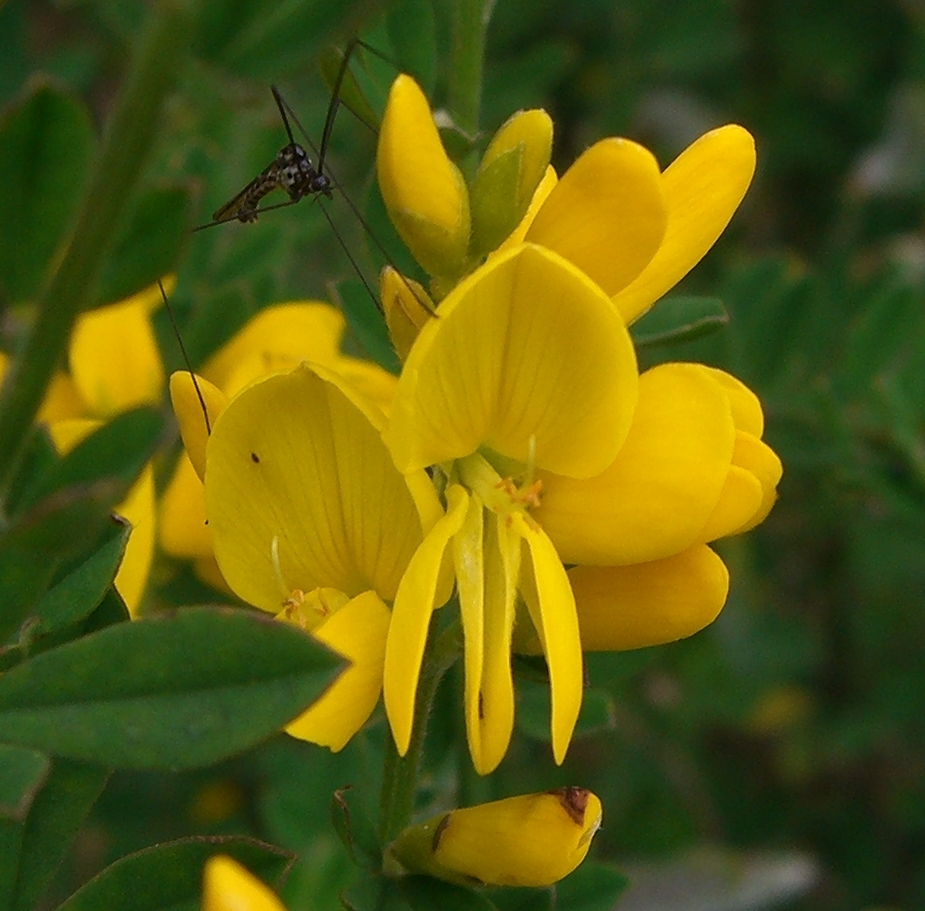
Zygomorphe Blüten

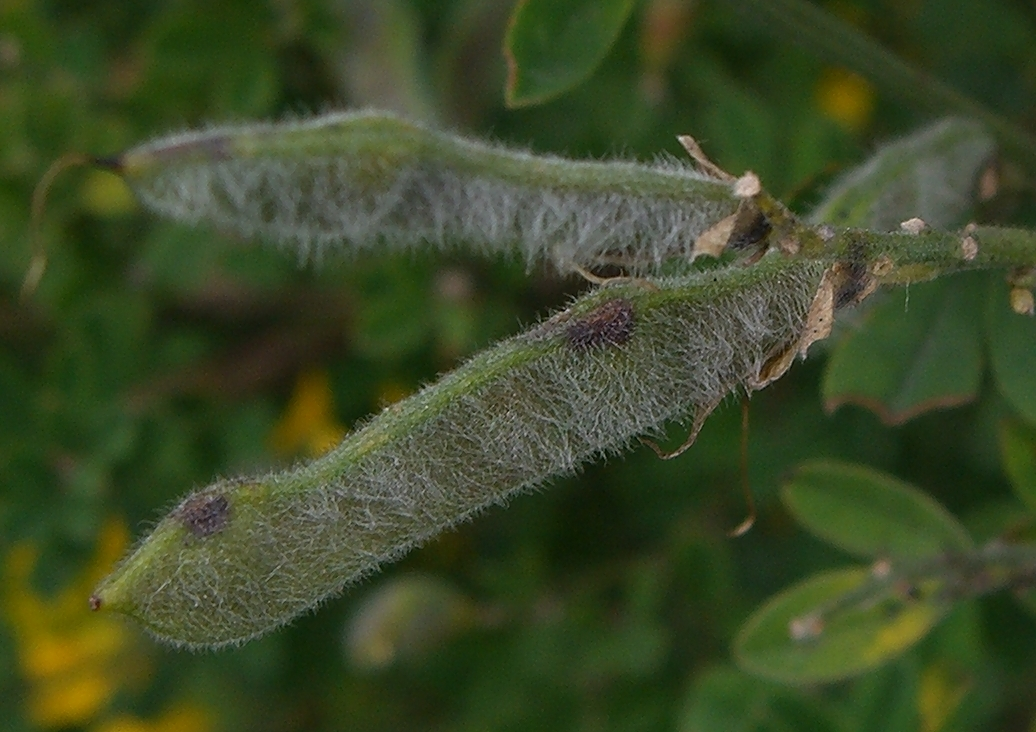
Behaarte Hülsenfrüchte

### Vegetative Merkmale
Genista monspessulana wächst als Strauch, der meist Wuchshöhen unter 3 Metern, selten bis zu 5 Metern erreicht. Die Rinde der Zweige ist silbrig-seidig behaart.
Die Laubblätter in Blattstiel und -spreite gegliedert. Der Blattstiel ist unter 5 Millimeter lang. Die Blattspreite ist dreizählig gefiedert. Die Fiederblättchen sind bei einer Länge von 10 bis 15 Millimetern, meist doppelt so lang wie breit und verkehrt-lanzettlich bis verkehrt-eiförmig. Die Blattoberseite ist kahl, die Unterseite anliegend oder abstehend behaart. Die Nebenblätter sind unter 2 Millimeter groß.
An einem achselständigen Kurzspross befinden sich die Blütenstände. Der annähernd kopfige traubige Blütenstand enthält 3 bis 9 Blüten. Die terminale bzw. mittlere Blüte öffnet sich zuletzt. Der Blütenstiel ist 1 bis 3 Millimeter lang.

### Generative Merkmale
Die zwittrige Blüte ist zygomorph und fünfzählig mit doppelter Blütenhülle. Der Kelch ist seidig behaart und 5 bis 8 Millimeter lang. Die gelbe bis hellgelbe Krone besitzt die typische Form einer Schmetterlingsblüte. Die Fahne ist 13 bis 16,5 Millimeter lang und 10 bis 11,5 Millimeter breit.
Die Hülsenfrucht ist 15 bis 27 Millimeter lang, dicht seidig behaart, zur Reife dunkelbraun bis schwarz. Die reifen Hülsenfrüchte platzen bei trockener Wärme mit einem Knall längs der oberen und unteren Naht auf und die beiden Hülsenhälften rollen sich schraubig auseinander und schleudern dabei die drei bis acht Samen weit in die Umgebung – so wie es auch bei anderen Ginstern und beim Besenginster üblich ist. Die Samen sind glänzend braun bis schwarz, rund bis oval und besitzen ein cremefarbenes bis gelbes Elaiosom.
Die Blütezeit ist auf der iberischen Halbinsel Februar bis April.

## Verbreitung
Das ursprüngliche Verbreitungsgebiet von Genista monspessulana reicht vom Mittelmeerraum bis Kleinasien sowie den Kaukasusraum. Es gibt Fundortangaben für das nördliche Algerien, Marokko, den Libanon, die westliche Türkei, Georgien, das frühere Jugoslawien, Albanien, Griechenland, Italien (inklusive Sardinien, Sizilien), das südliche Portugal, Spanien, das südliche Frankreich (inklusive Korsika). Sie ist in vielen Gebieten der Welt, beispielsweise auf den Azoren, auf Hawaii, im Vereinigten Königreich, in Südafrika, Neuseeland, ein Neophyt. Sie gilt an der Westküste der USA als invasive Art.

## Taxonomie
Die Erstveröffentlichung erfolgte 1753 unter dem Namen (Basionym) Cytisus monspessulanus durch Carl von Linné in Species Plantarum, Tomus II, S. 740.  Die Neukombination zu Genista monspessulana (L.) L.A.S.Johnson wurde 1962 durch Lawrence Alexander Sidney Johnson in Contributions from the New South Wales National Herbarium, Volume 3, 3, S. 98 veröffentlicht. Weitere Synonyme für Genista monspessulana (L.) L.A.S.Johnson sind: Teline monspessulana (L.) K.Koch, Genista candicans L., Cytisus candicans Lam., Cytisus monspessulanus L. var. monspessulanus, Cytisus monspessulanus var. umbellulatus (Webb) Briq., Teline candicans (L.) Medik., Teline candicans var. umbellulatus Webb & Berthel., Teline candicans (L.) Medik. var. candicans.